# Баєк
Баєк (англ. Bayek) — вигаданий персонаж зі всесвіту «Assassin's Creed». Меджай і асасин Єгипетського Братства під час правління останнього фараона Єгипту Клеопатри VII. Окрім меджая, Баєк був ще у фракції Незримі (Асасини).

## Біографія
Баєка місцеве населення вважало героєм. Останній із меджаїв старого Нубійського єгипетського ордену, який застарів під владою греків династії Птолемеїв, Баєк був шанованим захисником своєї громади, але в іншій частині Єгипту його вважали перешкодою для влади.

## Цікаві факти
- Слово «Баєк» — гра ієрогліфічних слів «сокіл» чи «стерв'ятник».
- Баєк носить амулет у формі орлиного черепа, який, якщо подивитися з деякої точки, нагадує за формою емблему Асасинів.
- Баєк і Ая — другі протагоністи, що діють у парі. Першими були Іві та Джейкоб.